# Atopsyche chirihuana
Atopsyche chirihuana är en nattsländeart som beskrevs av Schmid 1989. Atopsyche chirihuana ingår i släktet Atopsyche och familjen Hydrobiosidae. Inga underarter finns listade i Catalogue of Life.